# پی‌پی‌اف بانکا
پی‌پی‌اف بانکا (انگلیسی: PPF Banka) شرکت خدمات مالی و بانکداری در جمهوری چک است، که در سال ۱۹۹۲ توسط شرکت پی‌پی‌اف تأسیس شد.